# Giovanni Mansueti
Giovanni Mansueti (voluit: Giovanni di Niccolò Mansueti; Venetië, ca. 1465 - aldaar, 26 maart 1527) was een Venetiaanse kunstschilder uit de tijd van de Italiaanse renaissance.

## Biografie
Over het leven van Giovanni Mansueti is weinig bekend. Hij was actief in Venetië van 1485 tot 1526. Hij was een leerling van Gentile Bellini en werd beïnvloed door Vittore Carpaccio, die waarschijnlijk ook bij Gentile Bellini in de leer is geweest. Zijn belangrijkste werk is Het wonder van de relikwie van het Heilig Kruis op het Campo San Lio uit circa 1494. Het is een van acht bewaard gebleven schilderijen die zich vroeger in de Scuola Grande di San Giovanni Evangelista bevonden. De schilderijen, die door verschillende kunstschilders zijn geschilderd, hebben als thema een wonder rond de relikwie (een splinter van het kruis van Christus), die sinds 1369 in het bezit van de scuola was. De schilderijen bevinden zich nu, samen met het schilderij van Giovanni Mansueti, in de Gallerie dell'Accademia. Ze laten goed de toen in Venetië gangbare gebruiken en de heersende bouw- en kledingstijl zien.

## Werken
- Symbolische weergave van de kruisiging (circa 1492, National Gallery, Londen)
- Het wonder van de relikwie van het Heilig Kruis op het Campo San Lio (circa 1494, Gallerie dell'Accademia, Venetië)
- St. Sebastiaan tussen St. Liberalis, St. Gregorius, St. Franciscus en St. Rochus (circa 1494, Gallerie dell'Accademia, Venetië)
- De gevangenneming van Sint Marcus in de synagoge (circa 1499, Liechtenstein Museum, Wenen)
- Aanbidding door de drie koningen (circa 1500, Museum van Castelvecchio, Verona)
- Portret van een jonge man (circa 1500, Kunsthistorisches Museum, Wenen)
- Christus onder de artsen (circa 1500, Uffizi, Florence)
- De wonderbaarlijke genezing van de dochter van Benvegnudo de San Polo (circa 1502, Gallerie dell'Accademia, Venetië)
- Madonna met heiligen en een donor (1500-1505, Gallerie dell'Accademia, Venetië)
- Heilig Gesprek - Madonna, kind, heiligen en donor (begin 1500, Joslyn Art Museum, Omaha (Nebraska))
- Madonna en kind met Sint Jerome (1500-1520, Museum van Castelvecchio, Verona)
- Madonna en kind met Johannes de Evangelist en een onbekende heilige (1504-1508, Hermitage, Sint-Petersburg)
- Sint Jerome in de woestijn (1515-1520, Accademia Carrara, Bergamo)
- Sint Marcus geneest Anianus (circa 1516, Gallerie dell'Accademia, Venetië)
- De doop van Anianus door Sint Marcus (circa 1524, Pinacoteca di Brera, Milaan)
- Scènes uit het leven van Sint Marcus (circa 1525, Gallerie dell'Accademia, Venetië)
- Piëta met Sint Jan (1485-1527, Statens Museum for Kunst, Kopenhagen)

## Afbeeldingen

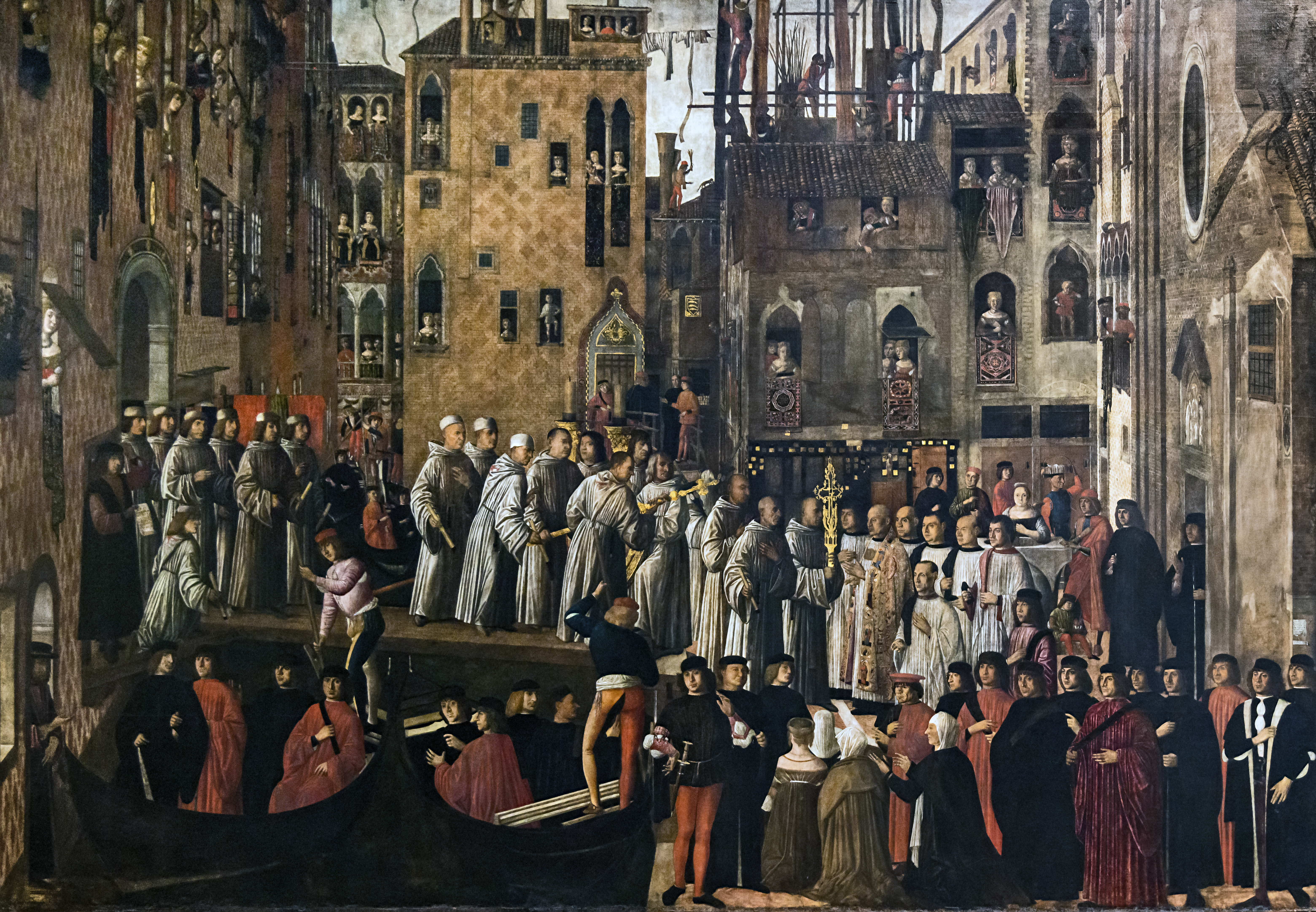
Het wonder van de relikwie van het Heilig Kruis op het Campo San Lio
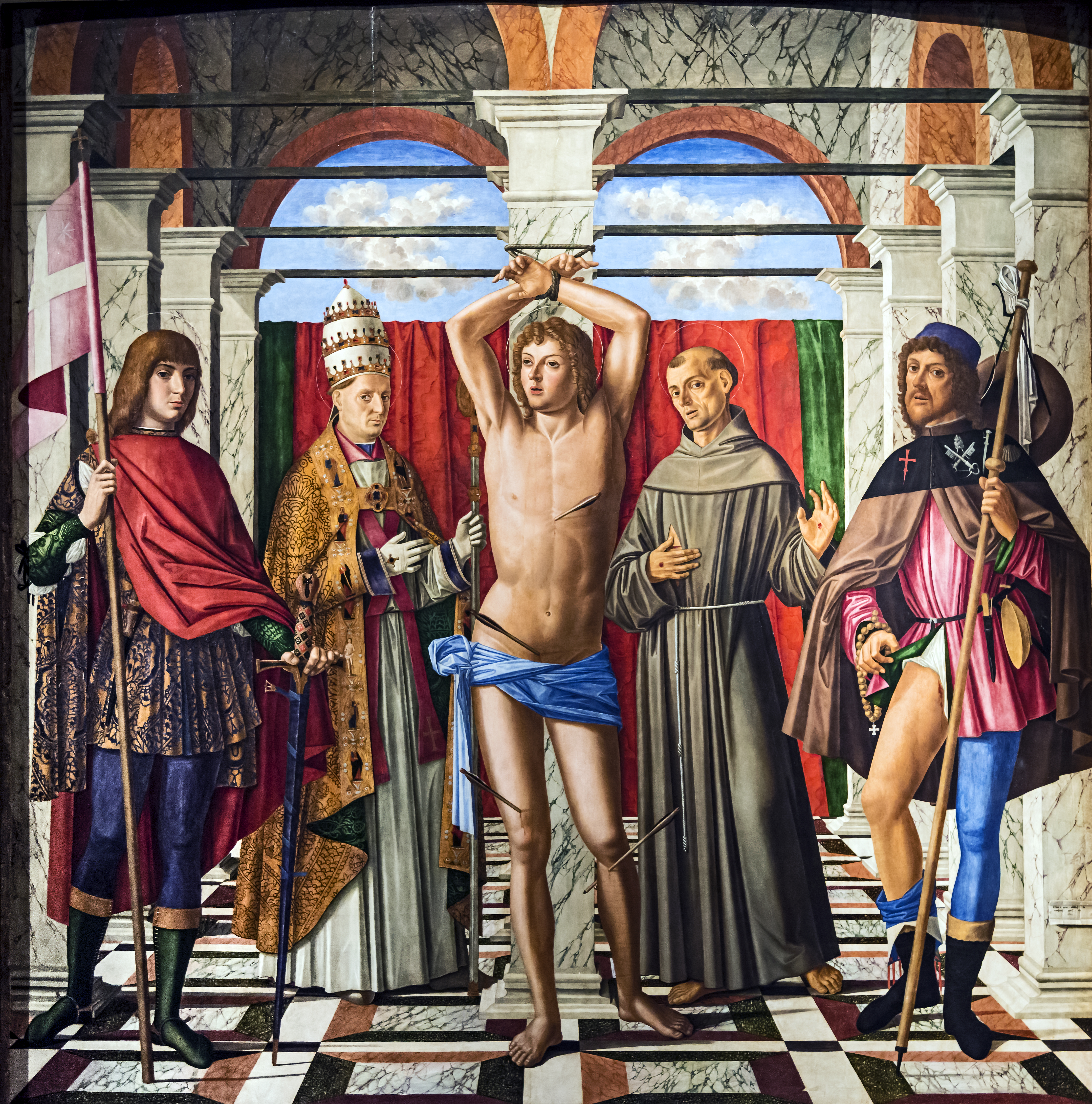
St. Sebastiaan tussen St. Liberalis, St. Gregorius, St. Franciscus en St. Rochus
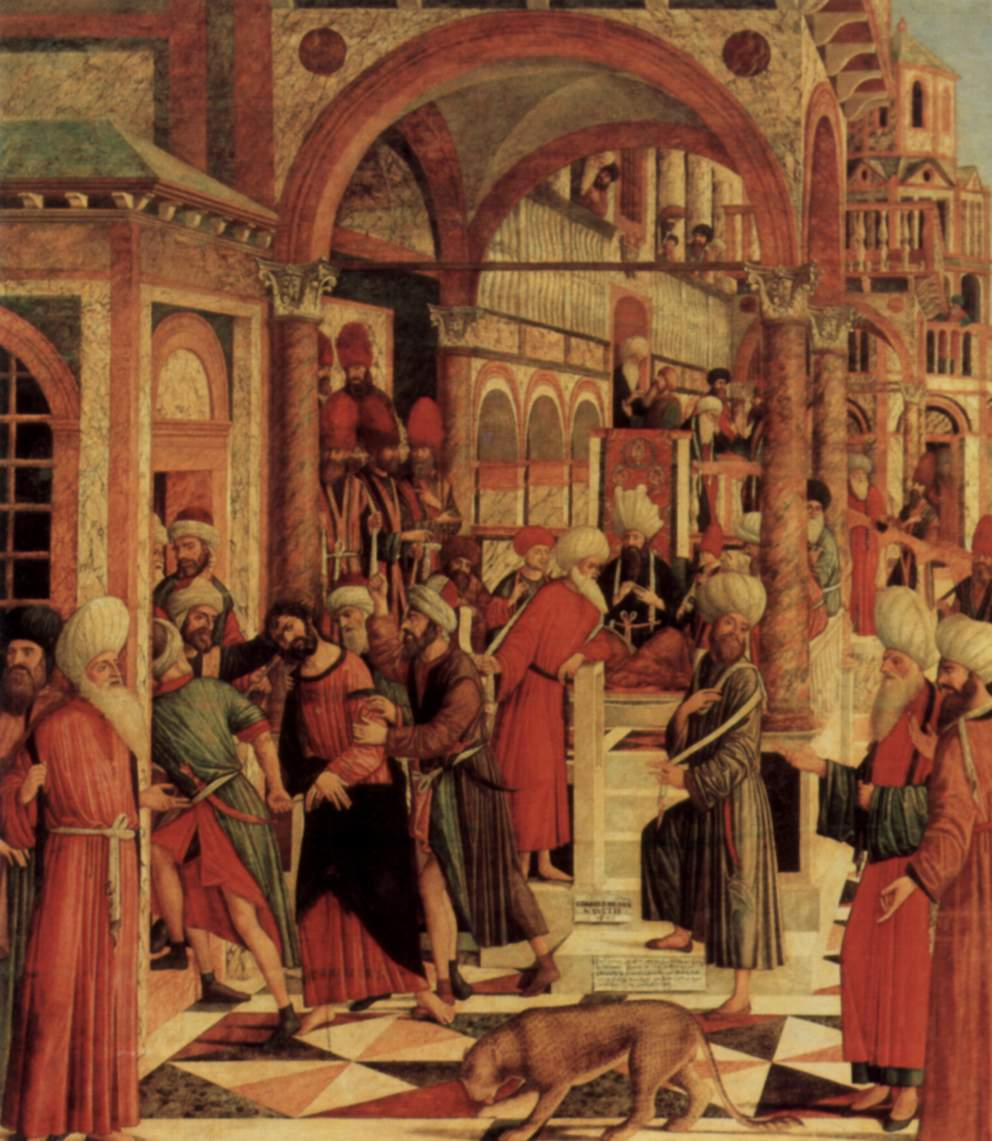
De gevangenneming van St. Marcus in de synagoge
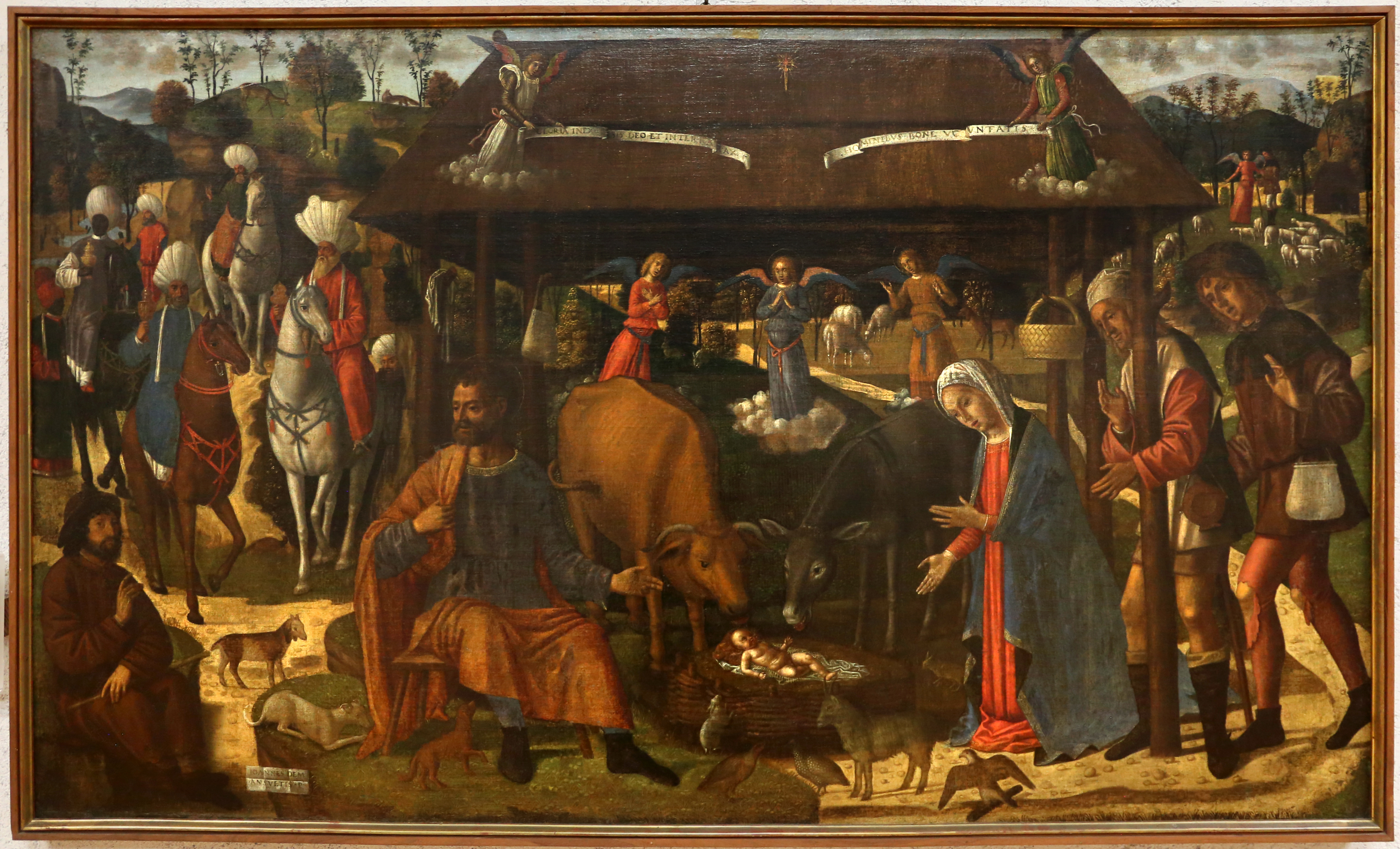
Aanbidding door de drie koningen
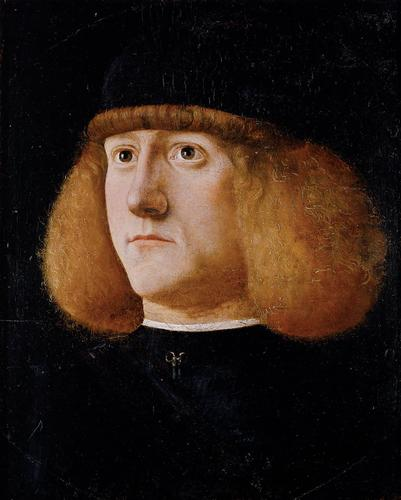
Portret van een jonge man
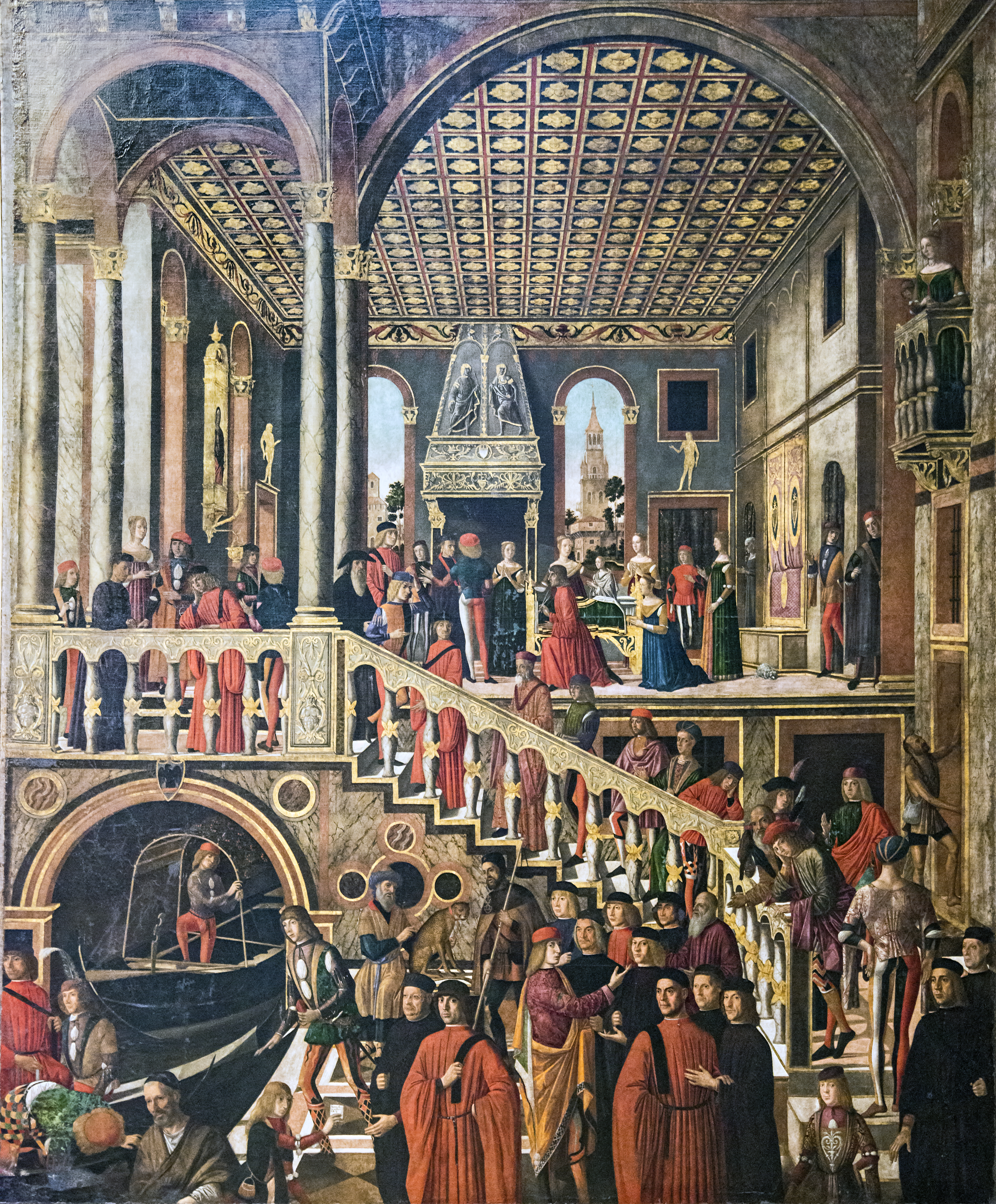
De wonderbaarlijke genezing van de dochter van Benvegnudo de San Polo
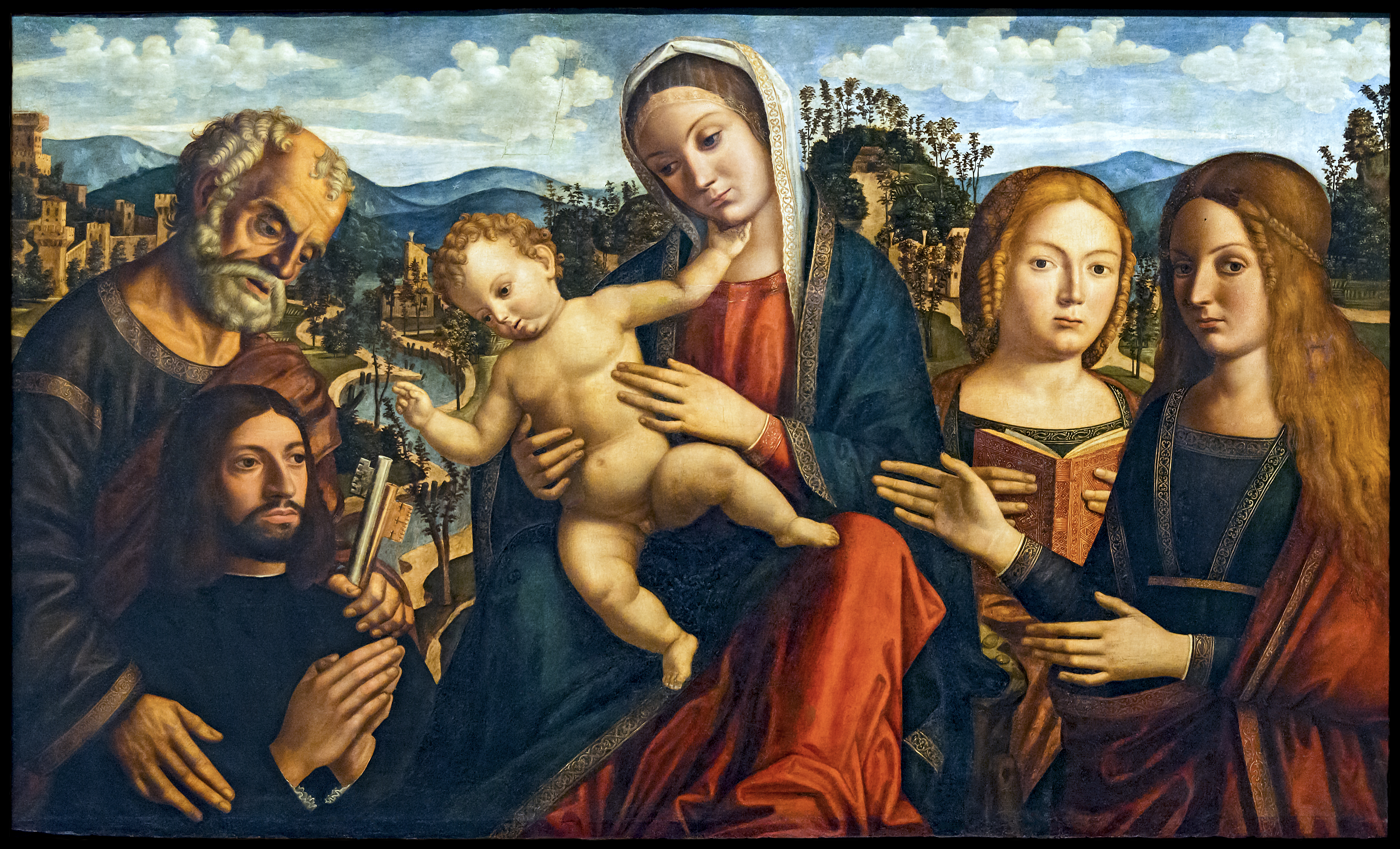
Madonna met heiligen en een donor
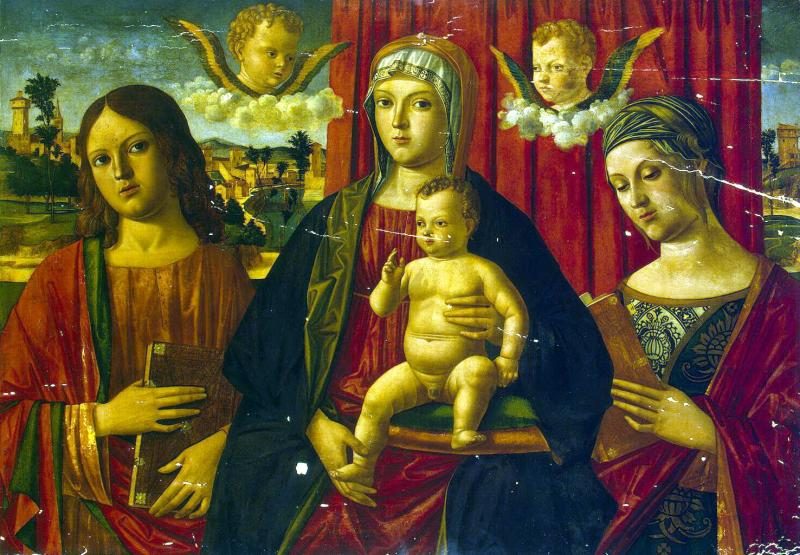
Madonna en kind met Johannes de Evangelist en een onbekende heilige
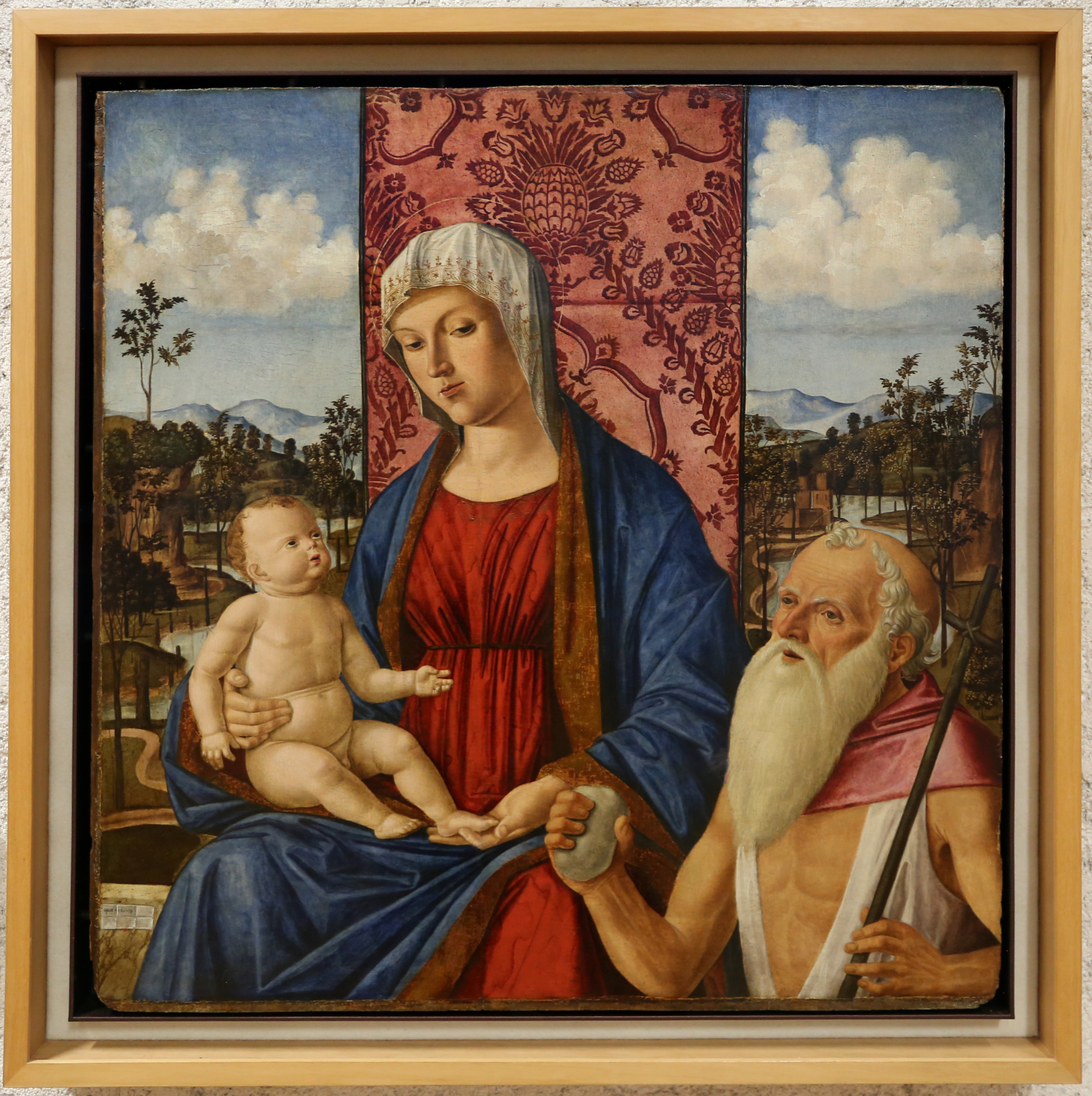
Madonna en kind met Sint Jerome
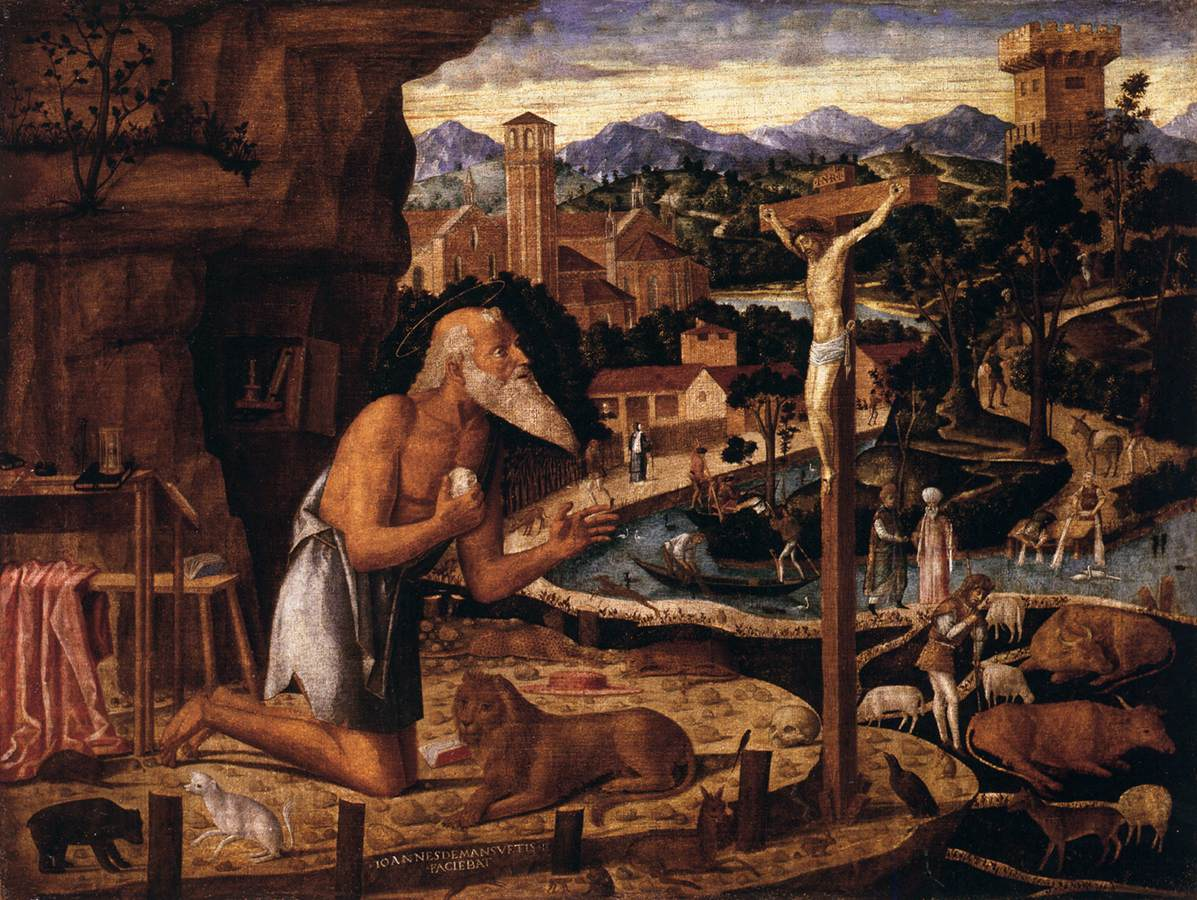
Sint Jerome in de woestijn
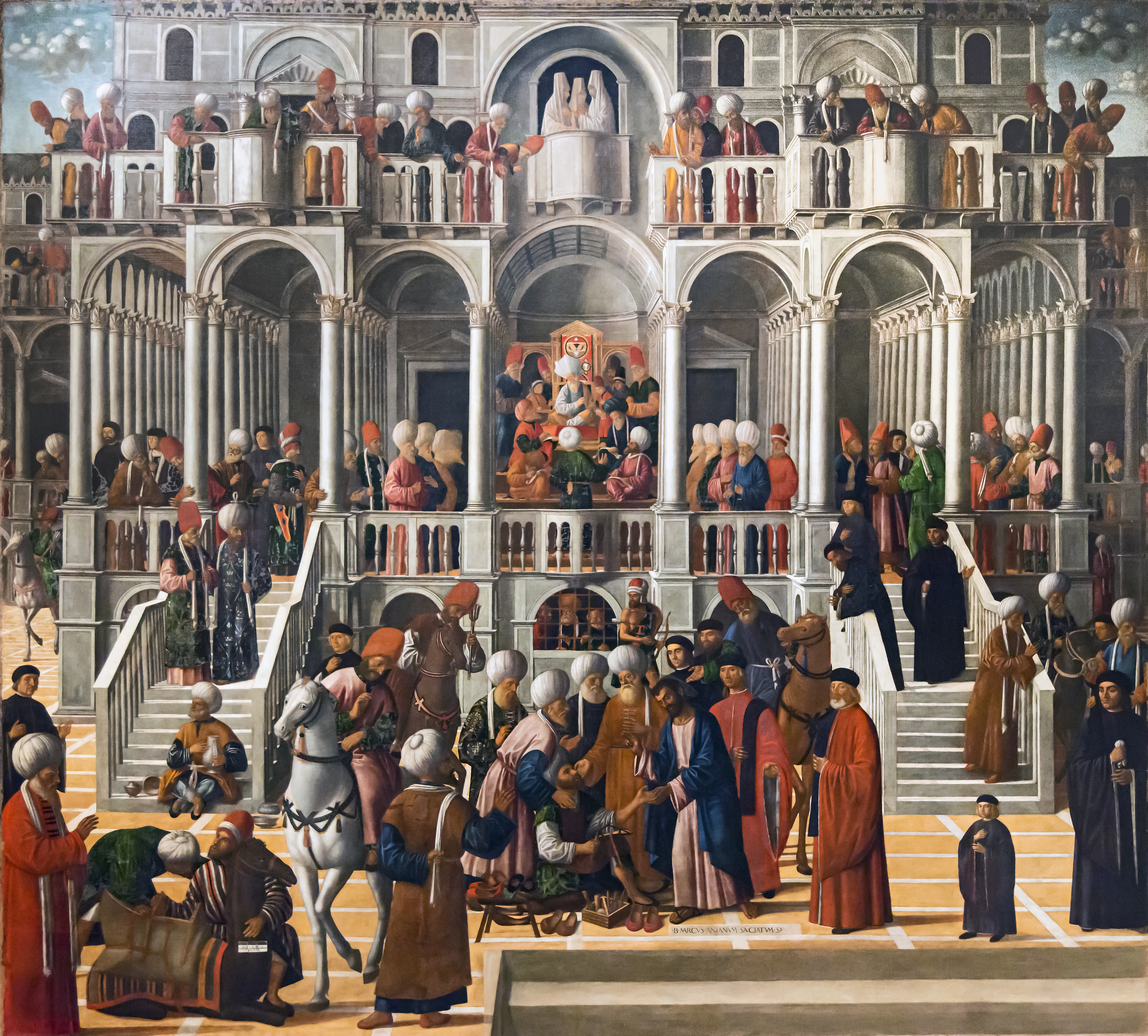
Sint Marcus geneest Anianus
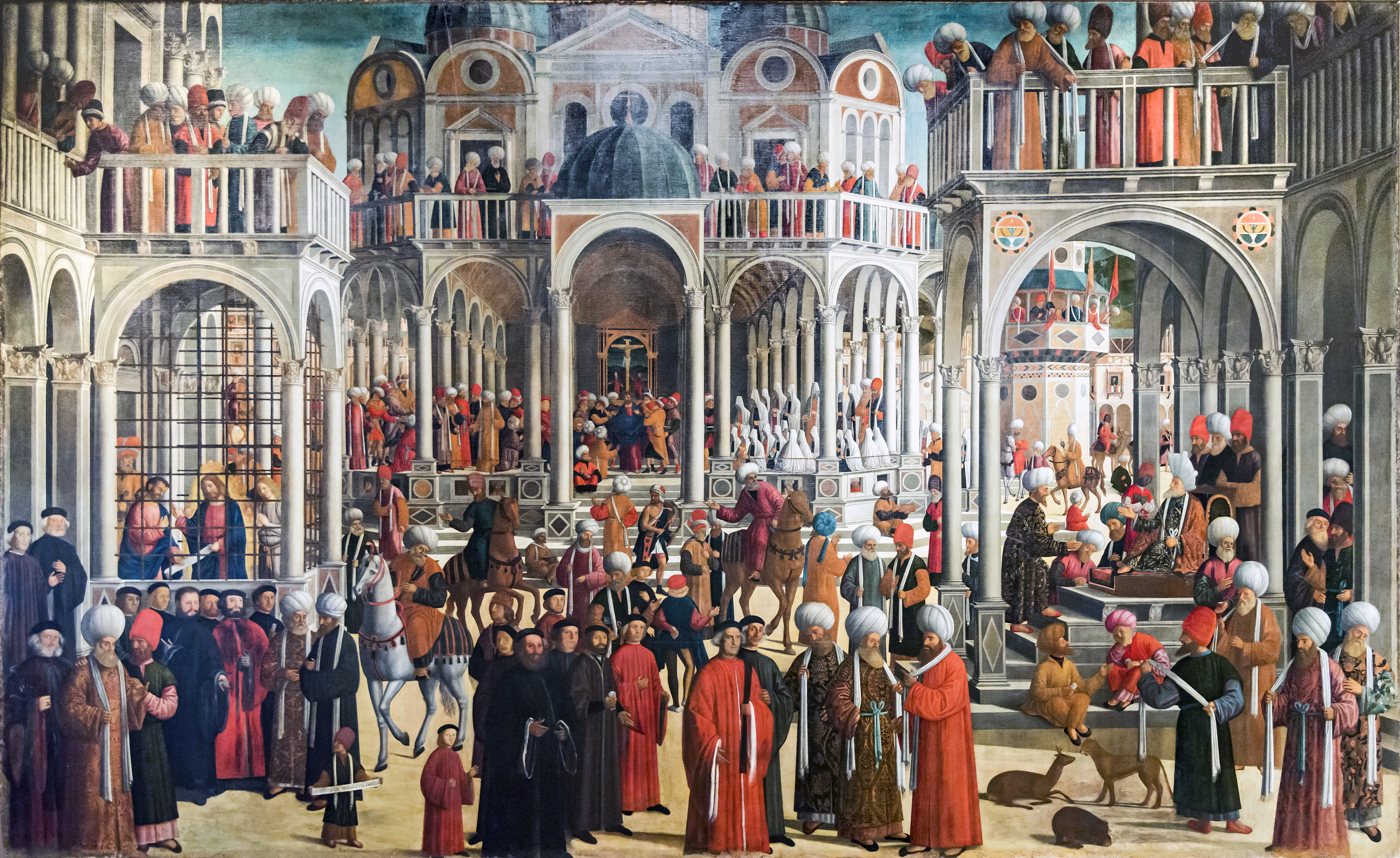
Scènes uit het leven van St. Marcus
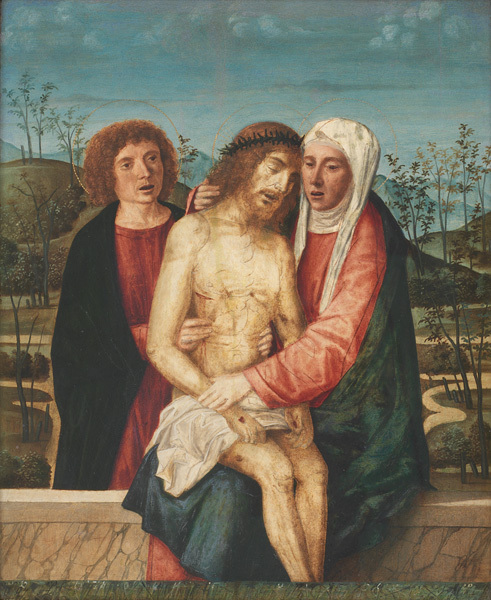
Piëta met Sint Jan

- Gemeinsame Normdatei: 129721905
- International Standard Name Identifier: 0000 0004 4890 6178
- Nationale Bibliotheek van Polen: a0000003697948
- RKD-Nederlands Instituut voor Kunstgeschiedenis: 52396
- Union List of Artist Names: 500020377
- Virtual International Authority File: 241937627
- WorldCat: E39PBJw93TJK3DywCD7hwYDTHC